# Gyilkos vagyok (film, 1944)
A Gyilkos vagyok (eredeti cím: Double Indemnity) 1944-ben bemutatott amerikai bűnügyi film, James M. Cain regényéből, Billy Wilder rendezésében, Fred MacMurray és Barbara Stanwyck főszereplésével. A film noir egyik főművének számít.

## Cselekmény
|  | Alább a cselekmény részletei következnek! |

Walter Neff biztosítási ügynök Los Angelesben. Egyik nap megismerkedik egy kikapós asszonnyal, Phyllis Dietrichsonnal, aki unatkozik idősödő férje mellett. Amikor Phyllis egy balesetbiztosításról kezdi őt kérdezgetni a férje számára, a férfi hamar gyilkossági szándékot sejt. De Phyllisnek sikerül behálóznia Waltert, és nemsokára együtt tervezgetik, hogyan szabadulhatnak meg a férjtől és gazdagodhatnak meg egy biztosítási csalás révén.
Walter azt ajánlja, hogy Dietrichsonnak vonaton kellene meghalnia, mert akkor a biztosító duplán fizet (erre utal az eredeti filmcím is). Végül sikerül a gyilkosság: Walter Phyllis autójában megöli a férjet, utána a törött lábú Dietrichsont utánozva fölszáll a vonatra, majd leugrik a lassan guruló szerelvényről. Végül a halottat a sínekre helyezik, mintha kizuhant volna a vonatból.
A rendőrség először balesetnek könyveli el az esetet, de Keyes, Walter fantasztikus szimatú főnöke és atyai barátja csalást sejt. Gyorsan rájön, hogy Phyllis rejlik férje halála mögött, sőt, a gyilkosság módját is megsejti. De nem tudja még, hogy ki volt az asszony segítője. Ekkor kiderül, hogy Nino, Dietrichson első házasságából származó lányának, Lolának a volt barátja, egy időben gyakran járt Phyllishez, így Keyes őt tartja a gyilkosnak.
Walter bizalma az asszonyban egyre inkább meging, különösen, miután megtudja Lolától, hogy a nő lehetett Lola beteg édesanyjának halála mögött is. Végül utoljára találkoznak a Dietrichson-házban: Phyllis rálő Walterre, megsebesíti, de végül nem képes agyonlőni. Walter kicsavarja a nő kezéből a fegyvert és megöli. Visszamegy a biztosítóba és ott hangfelvételt készít, amiben megvallja bűnösségét. Mikor befejezi a történetet, észreveszi, hogy Keyes áll az ajtóban - ki tudja, mióta? Walter megkéri őt, hogy segítsen neki elmenekülni, de barátja tudja, hogy már túl gyenge hozzá: Walter még a liftig sem jut el, az iroda bejáratánál összeesik. Keyes mentőt és rendőrt hív, aztán meggyújtja a teljesen elgyengült, súlyosan sérült Walter cigarettáját.

## Szereplők
| Szerep                           | Színész            | Magyar hangja         |
| -------------------------------- | ------------------ | --------------------- |
| Walter Neff                      | Fred MacMurray     | Fülöp Zsigmond        |
| Phyllis Dietrichson              | Barbara Stanwyck   | Géczy Dorottya        |
| Barton Keyes                     | Edward G. Robinson | Bodrogi Gyula         |
| Lola Dietrichson                 | Jean Heather       | Peremartoni Krisztina |
| Edward S. Norton, Jr.            | Richard Gaines     | Bács Ferenc           |
| Mr Jackson                       | Porter Hall        | Izsóf Vilmos          |
| Mr Dietrichson                   | Tom Powers         | Fonyó István          |
| Nettie, Dietrichsonék szobalánya | Betty Farrington   | Rátonyi Hajni         |
| Nino Zachetti                    | Byron Barr         | Farády István         |
| Sam Gorlopis                     | Fortunio Bonanova  | Makay Sándor          |
| Joe Pete                         | John Philliber     | Komlós András         |
| Norton titkárnője                | Bess Flowers       | Dallos Szilvia        |
| Charlie                          | Sam McDaniel       | Dobránszky Zoltán     |
| vásárló a boltban                | Constance Purdy    | Győry Ilona           |

## A film története
John M. Cain sikerregényét már hamar 1936-os megjelenés után filmre akarták vinni, de az adaptációnak sokáig utjában állt az ún. Hays-szabályzat, amely szigorúan megszabta, hogy mit szabad és mit nem szabad mutatni egy hollywoodi filmben. Végül Billy Wildernek sikerült egy első forgatókönyvváltozatot letennie az asztalra, amely megkapta a szabályzat felelőseinek a támogatását. Így a filmben a szerelmesek a történet végén nem követnek el közös öngyilkosságot, mint a könyvben.
Wilder aztán Raymond Chandlerrel, a híres krimiíróval kezdte véglegesíteni a forgatókönyvet. Az együttműködés a filmvilágban járatlan, alkoholista író és a fiatal író-rendező között mindkettejük szerint rengeteg súrlódással járt, de különösen a párbeszédek terén Chandler jelentősen tudta javítani az eredeti tervezetet.
Wilder kezdettől fogva Barbara Stanwycket - aki akkoriban Hollywood legjobban fizetett színésznője volt - és Fred MacMurrayt látta a főszerepben, de mindkettő egy kicsit húzódozott attól, hogy hidegvérű gyilkosokat alakítson. Különösen MacMurrayt aggasztotta ez, mivel ő addig csak könnyed vígjátékokban szerepelt. Közben több más férfi színésznek, pl. George Raftnak vagy Alan Laddnek is fölajánlották a szerepet, de ők nemet mondtak.
A filmet az akkori hollywoodi film számára szokatlanul nagy arányban forgatták eredeti helyszíneken Los Angelesben és környékén. Ezek a sokszor napfényes külső felvételek éles kontrasztot alkotnak a stúdióban felvett, gyakran rendkívül sötét szobabelsőkkel, amelyek a figurák bezártságát, belső sötétségét jellemzik. Ez volt egyike azoknak a filmeknek, amelyek a rolókon átszűrődő fényt és az erős fény-árnyék-játékot tették a film noir egyik jellegzetességévé.
A filmet 1944. július 3-án mutatták be az Egyesült Államokban. Az 1945-ös Oscar-díj-on hét jelölést kapott, többek között a legjobb filmért, a legjobb rendezésért, a legjobb forgatókönyvért és a legjobb női főszereplőért, de egyik díjat sem nyerte meg. Wilder ezért annyira fölháborodott, hogy az átadási ceremónián a lábával fölbuktatta Leo McCarey rendezőt, amikor az éppen indult, hogy átvegye a legjobb filmért járó díjat az A magam útját járom c. musicalért.

## Fontosabb díjak, jelölések
Oscar-díj (1945) 
- jelölés: legjobb film – Paramount Pictures
- jelölés: legjobb rendező - Billy Wilder
- jelölés: legjobb női főszereplő - Barbara Stanwyck
- jelölés: legjobb forgatókönyv - Billy Wilder, Raymond Chandler
- jelölés: legjobb operatőr (fekete-fehér) - John F. Seitz
- jelölés: legjobb filmzene - Rózsa Miklós
- jelölés: legjobb hangkeverés - Loren Ryder